# Yeliz Akkaya
Yeliz Akkaya (6. prosinca 1982. – Turska) turska je glumica. Studirala je na Art Centeru. Najpoznatija je po ulozi Melek Ataman u turskoj seriji Tisuću i jedna noć, te ulozi Erse u Stranom pravu.

## Filmografija
- 2006. – 2008.  - Tisuću i jedna noć - Melek Ataman
- 2005. - Nikad ne zaboravi
- 2004. - Strano pravo - Esra
- 2004. - Svetac - Svetac
- 2002. - Anđeo - Anđeo